# Héroes de turno
Héroes de turno es una  serie colombiana realizada por la productora Teleset entre 1998 y 2000 para el Canal Caracol.

## Elenco
- Alejandro López
- Felipe Galofre
- Jimena Hoyos
- Hernando Hurtado
- Andrés Toro
- Luis Fernando Bohórquez
- María Luisa Rey
- Erika Taubert
- Jhonnatan García
- Héctor Rodríguez
- Noelle Schonwald
- Kenny Delgado
- Lilián Vélez
- Adriana Vera
- Erika Glasser
- Laura Torres
- Patricia Grisales
- Horacio Tavera
- Andres Sandoval
- Tirza Pacheco